# Neurologia
Neurologia é a especialidade médica que trata dos distúrbios estruturais do sistema nervoso. Especificamente, ela lida com o diagnóstico e tratamento de todas as categorias de doenças que envolvem os sistemas nervoso central, periférico e autônomo, parassimpático e simpático incluindo os seus revestimentos, vasos sanguíneos, e todos os tecidos efetores, como os músculos. O correspondente cirúrgico da especialidade é a neurocirurgia.
O neurologista, médico que se especializou em neurologia, é treinado para investigar, diagnosticar e tratar distúrbios neurológicos. O neuropediatra trata doenças neurológicas em crianças. Neurologistas também podem estar envolvidos na pesquisa clínica, ensaios clínicos, bem como em pesquisa de ciências básicas da medicina.

## Grupos de doenças da neurologia
Entre as principais doenças abordadas pela especialidade podem-se citar:
- Distúrbios do sono
- Cefaleias
- Epilepsias
- Doenças vasculares encefálicas
- Neuropatias
- Mielopatias
- Traumatismo craniencefálico
- Doenças neurodegenerativas
- Distúrbios dos movimentos
- Síndrome de Guillain-Barré
- Deficiência mental e Malformações congênitas do Sistema Nervoso

Além das doenças de base orgânica ou Neuropsicopatologias. O CID, na 10ª revisão divide as patologias do sistema nervoso em 10 grupos (ver: Capítulo VI: Doenças do sistema nervoso) onde não se incluem os Transtornos mentais orgânicos, inclusive os sintomáticos (F00-F09) e Síndromes comportamentais associadas a disfunções fisiológicas e a fatores físicos (F50-F59); além do Retardo mental (F70-F79) e Transtornos do desenvolvimento psicológico (F80-F89), incluídos no Capítulo V: Transtornos mentais e comportamentais.
Naturalmente esse é um sistema de classificação estatística com fins de análise epidemiológica e/ou de organização de serviços de saúde. Utilizam-se também outras classificações tipo o DSM - Manual Diagnóstico e Estatístico de Desordens Mentais pois a divisão entre transtornos mentais, psicológicos e cerebrais é uma divisão com fins didáticos e de organização do mercado de trabalho dos profissionais de saúde e não há como separar a forma da função de um órgão ou sistema orgânico.

## Formação no Brasil
Para se obter o título de Médico especialista em Neurologia no Brasil, é necessário, após a graduação em Medicina, cumprir integralmente o programa de residência médica reconhecido pelo Ministério da Educação (MEC) ou realizar estágio em instituição reconhecida, com duração de 3 anos, e após, prestar prova no concurso promovido pela Academia Brasileira de Neurologia.